# Крутенко Наталія Григорівна
Наталія Григорівна Круте́нко (нар. 24 березня 1955, Київ) — український мистецтвознавець, художниця декоративного мистецтва; член Спілки радянських художників України з 1990 року.

## Біографія
Народилася 24 березня 1955 року в місті Києві (нині Україна) у сім'ї архітектора Григорія Крутенка. Навчалася у Київській середній школі № 138. 1976 року з відзнакою закінчила факультет промислової графіки Київського художньо-промислового технікуму; у 1981 році — факультет теорії і історії мистецтв Київського художнього інституту. Навчалася у Платона Білецького, Ганни Заварової, Людмили Міляєвої, Юрія Асєєва.
Працювала у Києві: у 1981—1986 роках — у лаболаторії архітектурно-художньої кераміки зонального Науково-дослідного інституту типового та експериментального проєктування житлових та громадських будівель; у 1986—1990 роках — у цеху кераміки комбінату монументально-декоративного мистецтва «Художник» Художнього фонду УРСР. Опісля — на творчій роботі.
Жила у Києві в будинку на вулиці Дмитрівській, № 24, квартира № 106 та в будинку на Бехтеревському провулку № 7/11, квартира № 19.

## Творчість
Працювала в галузі монументальної і станкової кераміки. Виконала декоративні вставки у техніці розпису по керамічній плитці та мозаїки для оформлення екстер'єрів житлових будинків. Розробила низку київських сувенірів. Серед робіт:
медалі до
- 9-го міжнародного з'їзду славістів (1983);
- 8-го з'їзду архітекторів України (1985);
- 1-го симпозіуму українського гончарства (1988);
- відкриття Києво-Могилянської академії (1989);
- 100-річчя Оперного театру (2001);
- відкриття Київської дитячої академії мистецтв (2002);
- відкриття Музею Ханенків;

декоративні плакетки та сувеніри
- «Либідь» (1983);
- «Ярослав Мудрий» (1983);
- «Іван Федоров» (1983);
- «Седнів. Шевченківська липа» (1986);

декоративні пласти
- «Древній Київ» (1983);
- «Київ. Будинок Булгакова» (1992);

серії
- «Музеї Києва» (1986);
- «Зодчі Києва» (1987);
- «Архітектурні перлини Подолу» (1989);
- «Духовні світочі Київської Русі».

Авторка логотипу Національного науково-дослідного реставраційного центру України.
З 1981 року керамічні твори експонувались на численних Всесоюзних та Республіканських художніх виставках, вручались делегатам дев'ятого Міжнародного з"їзду славістів у 1983 році, учасникам конференції з нагоди 50-річчя заповідника «Софії Київської» у 1984 році, з"їзду письменників у 1984 році, з"їзду архітекторів у 1985 році, інших заходів.
Окремі вироби зберігаються у Національному музеї українського народного декоративного мистецтва у Києві, Національному музей у Львові, Музеї історії міста Києва, інших музеях.

## Науковий доробок
Авторка понад сотні публікацій з проблем українського мистецтва, історії світової та української кераміки, зокрема:
- дослідження «Розповіді про кераміку» (2002);
- історико-літературної та мистецтвознавчої розвідки «Анна Ярославна» (2011);
- публікацій з проблем історії українського мистецтва, світової та вітчизняної кераміки:
  - «Гончарство України: Традиції і сучасність» // «Образотворче мистецтво», 1989, № 5;
  - «Духовні собори Івана Марчука» // «Народна творчість та етнографія», 1991, № 1;
  - «Сергій Гіляров» // «Пам'ятки України», 1998, № 1–2;
  - «Анна Ярославна: міфи і реалії» // «Українознавство», 2002, № 1–2;
  - «Лука Калениченко: життя в мистецтві» // «Київська старовина», 2005, № 3;
  - «Керамічний літопис Галини Севрук» // «Образотворче мистецтво», 2009, № 3.

Упорядниця каталогів Якова Падалки (1990) та Марини Хусід (1991).
Протягом кількох років займалася дослідженням біографії подружжя Богдана та Варвари Ханенків, історію їх художнього зібрання. Досліджувала наукову спадщину мистецтвознавця Сергія Гілярова, мистецьке життя Києва під час окупації у роки німецько-радянської війни, долю вивезених 1943 року німцями художніх цінностей із київських музеїв.
Також досліджувала історію Національного науково-дослідного та реставраційного центру України, історію Межигірської школи кераміки (школа «бойчукістів» у прикладному мистецтві), долю її ректора художника Василя Седляра.
Авторка статей для «Енциклопедії Сучасної України».